# (6808) Plantin
Pour les articles homonymes, voir Plantin.
(6808) Plantin est un astéroïde de la ceinture principale découvert le 5 février 1932 à Heidelberg par l'astronome allemand Karl Wilhelm Reinmuth (1892-1979). Sa désignation provisoire était 1932 CP.
Il porte le nom de l'imprimeur belge Christophe Plantin (1514-1589).

## Caractéristiques
Sa distance minimale d'intersection de l'orbite terrestre est de 1,031 290 ua.